# Chen Chieh
Chen Chieh (* 8. Mai 1992 in Taichung) ist ein taiwanesischer Hürdenläufer, der sich auf die 400-Meter-Distanz spezialisiert hat.

## Sportliche Laufbahn
Erste internationale Erfahrungen sammelte Chen Chieh bei den Ostasienspielen 2009 in Hongkong, bei denen er Sechster im 400-Meter-Lauf wurde, Fünfter im Hürdenlauf und mit der taiwanischen 4-mal-400-Meter-Staffel die Bronzemedaille gewann. Im Jahr darauf gewann er bei den Juniorenasienmeisterschaften in Hanoi Silber über die Hürden sowie Bronze über 400 Meter flach und erreichte mit der 4-mal-100-Meter-Staffel Rang vier. Damit qualifizierte er sich für die Juniorenweltmeisterschaften in Moncton, bei denen er im Hürdenlauf bis in das Halbfinale gelangte. 2011 nahm er erstmals an den Asienmeisterschaften in Kōbe teil und gewann dort in 50,39 s die Bronzemedaille hinter den Japanern Takatoshi Abe und Yūta Imazeki. Anschließend nahm er an der Sommer-Universiade in Shenzhen teil und gelangte dort bis in das Halbfinale. 2012 nahm er über 400 Meter an den Hallenasienmeisterschaften in Hangzhou teil und schied dort mit 49,88 s in der ersten Runde aus. Während der Freiluftsaison qualifizierte er sich für die Olympischen Spiele in London, bei denen er in 50,27 s im Vorlauf ausschied.
Bei den Asienmeisterschaften in Pune wurde er in 50,86 s Fünfter und anschließend gewann er bei den Ostasienspielen in Tianjin die Silbermedaille im Einzelbewerb sowie Bronze mit der Staffel. Im Jahr darauf erreichte er bei den Asienspielen im südkoreanischen Incheon in 51,10 s ebenfalls Rang fünf und bei den Asienmeisterschaften in Wuhan im darauf folgenden Jahr gewann er in 49,68 s die Silbermedaille hinter dem Japaner Yūta Konishi. Anschließend nahm er erneut an den Sommer-Universiade in Gwangju teil und wurde dort in 50,22 s Sechster. 2016 qualifizierte er sich erneut für die Olympischen Spiele in Rio de Janeiro, bei denen er mit 50,65 s erneut im Vorlauf ausschied. Im Jahr darauf gewann er bei den Asienmeisterschaften in Bhubaneswar in 49,75 s die Silbermedaille hinter dem Philippiner Eric Cray und kam mit der Staffel auf Platz vier.  Anschließend gewann er auch bei der Sommer-Universiade in Taipeh in 49,05 s die Silbermedaille hinter dem Dominikaner Juander Santos. Zudem wurde er mit der Staffel im Finale disqualifiziert.
2018 nahm er erneut an den Asienspielen in Jakarta teil belegte dort in 49,62 s Rang vier. Zudem konnte er sich mit der taiwanischen Stafette mit 3:08,76 min nicht für das Finale qualifizieren. Im Jahr darauf gewann er bei den Asienmeisterschaften in Doha mit neuer Bestleistung von 48,92 s die Silbermedaille hinter dem Katari Abderrahman Samba. Damit qualifizierte er sich für die Weltmeisterschaften, die ebenfalls in Doha stattfanden und gelangte dort bis in das Halbfinale, in dem er mit 50,00 s ausschied. 2021 nahm er erneut an den Olympischen Spielen in Tokio, teil und schied dort mit 50,96 s in der ersten Runde aus. Während der Schlussfeier war er der Fahnenträger seiner Nation. Im Jahr darauf schied er bei den Weltmeisterschaften in Eugene mit 50,28 s in der Vorrunde aus. 2023 schied er bei den Asienmeisterschaften in Bangkok mit 50,19 s im Halbfinale aus und verpasste bei den Asienspielen in Hangzhou mit 50,85 s den Finaleinzug.
2009 und 2010 wurde Chen Taiwanischer Meister im 400-Meter-Lauf und 2010 zudem auch über 400 Meter Hürden. Er absolvierte ein Studium an der National Taiwan Sport University. Sein Vater Chen Kwong-ming war selbst als Hürdenläufer aktiv.

## Persönliche Bestleistungen
- 400 Meter: 46,35 s, 19. Oktober 2015 in Kaohsiung (taiwanischer Rekord)
  - 400 Meter (Halle): 49,88 s, 18. Februar 2012 in Hangzhou
- 400 Meter Hürden: 48,92 s, 22. April 2019 in Doha